# トヨタ・M15A-FKS
トヨタ・M15A-FKSは、トヨタ自動車のエンジン（ICE）（ダイナミックフォースエンジン）の内の一つ。初搭載は、2020年2月10日発売の4代目（日本仕様は初代扱い）トヨタ・ヤリス。Fは実用DOHC、Kはコンベンショナル（ICE・非ハイブリッド）ガソリン車用ミラーサイクル、Sは筒内噴射を意味している。

## 概要
トヨタの自動車用直列3気筒のガソリンエンジンとしては2004年にダイハツ工業と共同開発した1.0LのKR型以来、約16年ぶりとなる。可変バルブタイミング機構が採用されており、吸気側がVVT-iW、排気側がVVT-iとなっている。
M20A-FKSのボアストローク比を維持したまま3気筒化して開発されているが、以下のようにM20Aとは異なる部分が多い（データは全て発売時の4代目ヤリスのもの）。
- アイドリング時における3気筒特有の偶力振動を相殺するため、1次バランサーシャフトを備える。
- 車のキャラクターに合わせてパワーより燃費に振っており、圧縮比が14に高められている。
- 費用対効果の関係で、燃料噴射システムはM20Aの直噴・ポート併用のD-4Sに対して、M15Aは直噴のみのD-4を用いている。
- ピストンや冷却系などは新たに設計し直し、駆動ロスや流路抵抗などを低減している。
- 補機ベルトやタイミングチェーンなど、少気筒化でも損失が減らない部分のロスが相対的に大きくなってしまう関係で、スペック上の熱効率はM20Aより少し低く39%となっている（ハイブリッド版のM15A-FXEは40%）。

## 系譜
- エンジン型式一覧の自動車用エンジンの系譜を参照。

## 諸元[2][3]
- 排気量：1,490cc
- 内径×行程：80.5mm×97.6mm
- 圧縮比：13.0
- 最高出力：120PS(88kW)/6,600rpm
- 最大トルク：14.8kg・m(145N-m)/4,800〜5,200rpm

## 搭載車種
2025年8月現在
- ヤリス（MXPA10/11L/15）
  - ヤリスバン（MXPA11LV）※欧州市場専売
  - 光岡・ビュートストーリー（MXPA10/15改）
- ヤリスクロス（MXPB10/15）
- シエンタ（MXPC10）
- カローラセダン（中国仕様車）（MZEA16L）※2021年11月 - 
  - レビン（MZEA16L）※中国市場専売、2021年11月 -

過去
- GRヤリス（MXPA12）※2020年9月 - 2023年12月
- カローラセダン（日本仕様車）/カローラツーリング（MZEA17/17W）※2022年10月 - 2025年4月